# Burg Kerpen (Rhein-Erft)

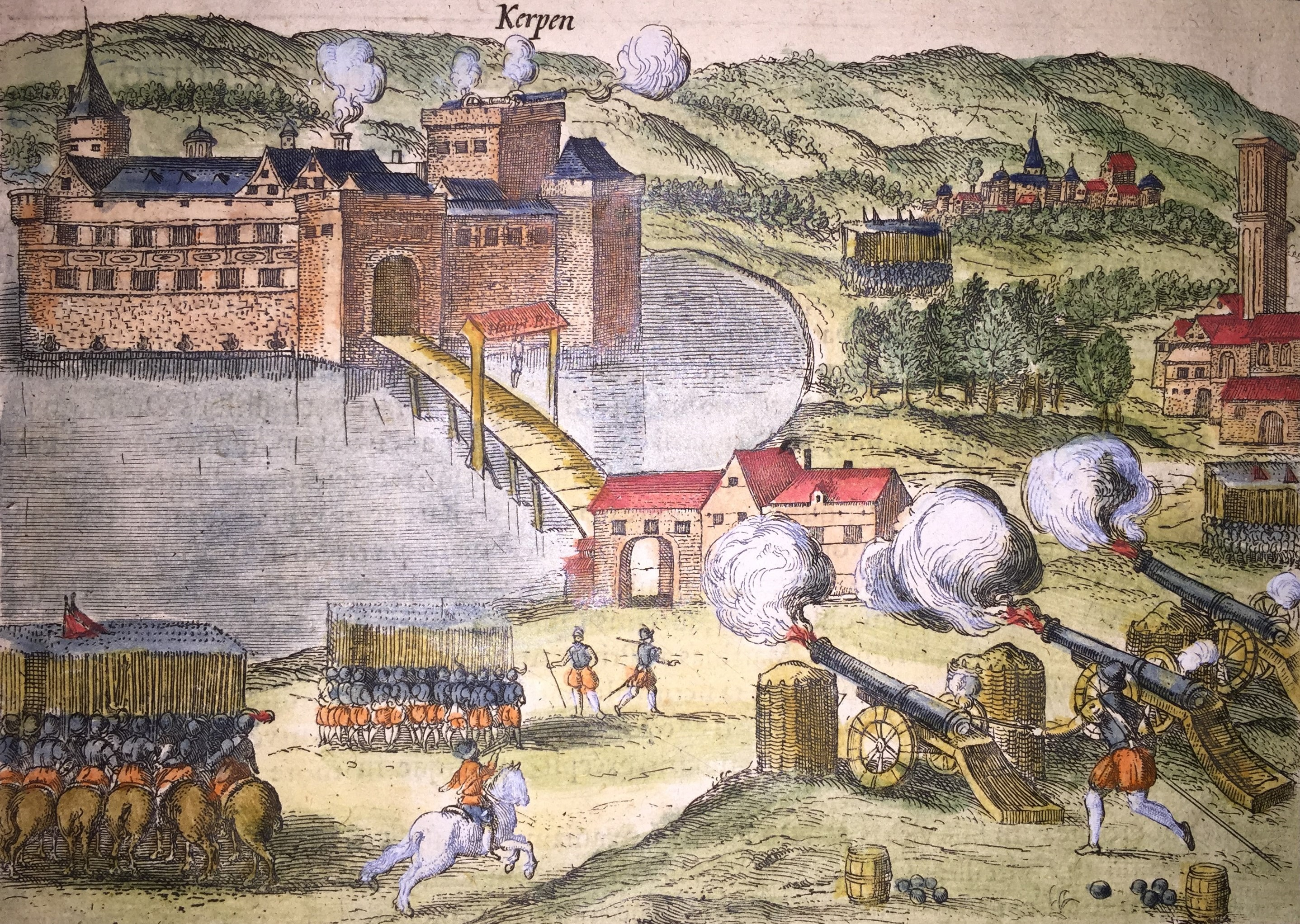
Rückeroberung der Burg Kerpen durch die Spanier 1579

Die Burg Kerpen war eine Wasserburg, Reichsfestung und ein fränkischer Königshof in Kerpen im nordrhein-westfälischen Rhein-Erft-Kreis. Sie sollte den wichtigen Erftübergang der Reichsstraße zwischen Köln und Aachen sichern und kontrollieren. Der heutige Burgstall liegt in einer Neubausiedlung im Osten Kerpens.

## Geschichte
Die genaue Entstehungszeit der Burganlage ist unbekannt. Die Reichsfestung, deren Burggrafenamt den zwischen 1065 und 1071 zum ersten Mal erwähnten Reichsministerialen von Kerpen zu Lehen gegeben war, muss also zu dieser Zeit schon erbaut gewesen sein, oder sich im Bau befunden haben. Erzbischof Friedrich I. von Köln ließ sie 1114 zerstören. Burg und Herrschaft gingen schließlich aus Königsgut in den Besitz des Hauses Kerpen über und wurden von Beatrix, Witwe des Johann von Kerpen, am 2. August 1276  an ihren Bruder Winemar von Gymnich und dessen Ehefrau Johanna verkauft. Diese verpfändeten Burg und Herrschaft zunächst an Erzbischof Siegfried von Köln, bevor sie beide 1282 an Herzog Johann I. von Brabant verkauften. Noch im selben Jahr zerstörte Erzbischof Siegfried von Westerburg die Burg erneut. Die Herzöge von Brabant ließen die Anlage binnen zwei Jahren wieder aufbauen. Nachdem Kerpen ab dem Jahr 1506 im Besitz Spaniens war, wurden Stadt und Burg ab 1578 mehrfach belagert und 1689 die Wehranlagen der Burg Kerpen von französischen Truppen gesprengt sowie die Wohnbereiche abgebrannt.
August Graf von Schaesberg ließ 1793 die Wassergräben verfüllen und die Ruinen einebnen, um die Anlage als Schloss wieder zu errichten. Durch den Einmarsch französischer Revolutionstruppen konnte sie jedoch nicht mehr wieder aufgebaut werden.

## Anlage
Die Burganlage entstand auf einer Motte mit Wassergraben und hatte einen spätmittelalterlichen Einfluss. Sie hatte einen im Grundriss rechteckigen Wohnturm, der über Schießscharten und eine Vorrichtung für einen hölzernen Wehrgang verfügte. Mit mehreren Wehrtürmen, die in regelmäßigen Abständen auf der Burginsel standen und mit Schießscharten ausgestattet waren, sowie weiteren Wohngebäuden bildete sie eine halbrunde Insel. Umgeben waren die Gebäude mit einem Mauerring, der zum Teil zu den Wohnbauten gehörte. Der Torturm verfügte über eine Mauerwerkblende mit Zugbrücke, vor der sich eine zweite Zugbrücke zur Zufahrtsrampe befand.